# TBN 차차차 (경남주말)
주말 TBN 차차차는 TBN 경남교통방송(창원 FM 95.5MHz, 진주 FM 100.1MHz, 거창 FM 107.3MHz)에서 주말 낮 12시부터 1시 55분까지 방송되는 경남권 지역의 라디오 음악 프로그램이다.

## 주말코너
- 토요일
  - 리나의 랭킹 트로트 : 시의성 있는 주제별 랭킹 트로트를 선정해 들어봅니다.
  - 황원태의 노래약국 : 가수 겸 약사 황원태가 전하는 노래 처방전. 평소 몰랐던 약의 복용법, 건강정보를 이야기하고 그에 어울리는 노래 처방을 해드립니다. (*가수 겸 약사 황원태 출연)
  - 말해 YES OR NO : 세상의 모든 이분법적 사고를 모아봅니다. 차차차가 주제를 던지면 청취자는 ‘YES’나 ‘NO’로 응답해주세요! 주제에 관한 다양한 의견을 들어봅니다.
- 일요일
  - 오늘의 교통일지 : 교차로 파출소의 장순경이 전하는 한 주간의 주요 교통이슈. 콩트로 풀어보고 퀴즈로 풀어봅니다.
  - 띠링띠링 #9550 : 한 주간 미처 소개되지 못했던 문자들과 청취자의 사연과 함께 이유 있는 트로트 선곡을 들어보는 시간.
  - 차차차 옛날 늬우스~! : 추억이 방울방울 떠오르는 그 때 그 시절 뉴스와 기사를 들어보는 코너. 그 때와 지금은 어떻게 다를까요?